# Гіпотеза ефекту третьої особи
Гіпотеза ефекту третьої особи (англ. the third-person effect hypothesis) — гіпотеза, яка стверджує, що люди схильні переоцінювати вплив масової комунікації на установки й поведінку інших і недооцінювати її вплив на себе. Ця різниця в оцінці також може спонукати їх до певних дій.
Ефект третьої особи включає в себе два компоненти: компонент сприйняття та компонент поведінки. Перший фокусується на різниці у оцінці ефектів медіа на себе та інших. Поведінковий компонент, в свою чергу, зосереджується на життєвих наслідках, що можуть бути спричинені цією різницею.
Ефект третьої особи (далі — ЕТО) є одним зі споріднених концептів, що поєднує соціологію та психологію, акцентуючи увагу на людському сприйнятті соціальної реальності та поведінкових наслідках цього сприйняття.
За популярністю серед досліджень масової комунікації в XXI столітті гіпотеза посіла п'яте місце.

## Виникнення концепту
Гіпотезу ефекту третьої особи вперше описав В. Девісон, професор журналістики та соціології в Колумбійському університеті, в 1983 році у статті з назвою «Ефект третьої особи в комунікації». На думки про цей феномен «у 1949 чи 1950 рр.» його наштовхнула невелика бесіда з істориком Джетером Айзелі, у якій той зазначив, що під час Битви за Іодзіму серед військового підрозділу США було декілька загонів темношкірих, до яких були адресовані японські листівки з акцентом на тому, що Японія не має ніяких сварок власне з ними і що «це — війна між білими». І хоча наступного дня підрозділ було розгромлено, Айзелі стверджував, що він не знайшов жодного доказу, що пропаганда мала вплив на темношкірих. Проте, на його думку, вона мала велике значення для світлошкірих офіцерів з цього підрозділу.
За Девісоном, індивіди, які є членами аудиторії, що піддається дії спонукаючої комунікації (незалежно від того, чи комунікація є зумисно спонукаючої) будуть очікувати, що вона матиме сильніший вплив на інших людей, аніж на них самих. І незалежно від того, належать ці індивіди до цільової аудиторії чи ні, очікуваний ними вплив на інших може схиляти їх до певних дій. Цей феномен Девісон називає «ефектом третьої особи» через те, що третя особа є залученою з двох різних точок зору. На думку тих, хто намагається дати оцінку ефектам масової комунікації, найбільший вплив буде здійснено не на «мене» чи «тебе», але на «них» — третіх осіб.

Пізніше Девісон здійснив декілька неформальних опитувань з невеликою кількістю інформантів, яким не було відомо про тестування цієї гіпотези. Перше було здійснено в Колумбійському університеті в 1978 році із залученням 33 студентів з курсу масової комунікації. Опитник був поділений на дві частини: «питання про мешканців Нью-Йорку в цілому» та «декілька питань про ваш власний досвід». Обидві частини включали в себе питання про нещодавні вибори та страйк. Одне з питань у першій частині виглядало таким чином: 
 Як Ви знаєте, губернатор Кері декілька разів наполягав на тому, що б містер Дюрея [його оппонент з республіканської партії] оприлюднив свої податкові декларації, і, відповідно, використав неспроможність суперника це зробити як головну тему власної виборчої кампаніі. Наскільки, на Вашу думку, це вплинуло на вибір мешканців Нью-Йорка? Будь ласка, вкажіть відповідну позицію на шкалі, наведеній нижче.Оригінальний текст (англ.)
As you probably know, Governor Carey repeatedly called on Mr. Duryea [the Republican challenger] to make his income tax returns public, and used Mr. Duryea's failure to do so as a major campaign theme. About how much influence do you think this had on the way New Yorkers voted in the gubernatorial election? Please indicate this by making a mark at the appropriate point on the scale below.

В кінці другої частини було наведене таке питання:
 І як щодо акценту губернатора Кері на неспроможності містера Дюрея оприлюднити свої податкові декларації? Якщо ви виборець з Нью-Йорку (чи були виборцем з Нью-Йорку), наскільки це, на Вашу думку, могло б вплинути (чи вплинуло) на ваш голос під час виборів губернатора? Будь ласка, вкажіть відповідну позицію на шкалі, наведеній нижче.Оригінальний текст (англ.)
And how about Governor Carey's emphasis on Mr. Duryea's failure to make his income tax returns public? If you had been a New York voter (or if you actually were a New York voter), how much influence do you think this would have had (or actually did have) on your vote in the gubernatorial election? Please indicate this by making a mark at the appropriate point on the scale below.
Для обох питань використовувалась шкала від 0 («Зовсім не вплинуло») до 7 («Дуже сильно вплинуло»).
Результати продемонстрували, що приблизно половина респондентів вважала, що на інших виборців було здійснено більше впливу, ніж на них, і дуже мало оцінило ефект як більш значущий для їхнього власного вибору. («Сильніший вплив на мешканців Нью-Йорку в цілому» — 48 %, «Сильніший вплив на себе» — 6 %, «Однаковий вплив» — 36 %, «Немає відповіді/думки» — 9 %).
Інший експеримент з підтвердження/спростування гіпотези ефекту третьої особи був проведений навесні 1981 року із залученням 25 студентів в межах дослідження мас-медіа та соціалізації. У респондентів запитали, чи перегляд телебачення вплинув на те, що вони просили у батьків речі, які б в іншому випадку не захотіли б. Іншим питанням було: «Чи перегляд телебачення спонукає дітей просити у батьків ті речі, які б вони в іншому випадку не захотіли б?». Згідно з результатами, гіпотеза знову підтвердилась.
Девісон двічі тестував гіпотезу із залученням 25-ти респондентів, що відвідували лекціі в Музеї радіомовлення у Нью-Йорку (наразі Paley Center for Media) під час виборчої кампанії 1980 року та здійснив ще два експерименти восени 1981 та навесні 1982-го відповідно. Результати цих розвідок також підтвердили гіпотезу.

## Подальші дослідження ЕТО
Велика кількість публікацій присвячена тестуванню гіпотези ефекту третьої особи. В експериментах загалом індивіди читають певне повідомлення й оцінюють його ефект на власне ставлення щодо теми та вплив, який воно могло б здійснити на інших. В опитуваннях, респондентам загалом пропронують оцінити міру, у якій певні типи медіа контенту впливатимуть на їхні власні атитюди чи атитюди інших.
Дослідник Річард Перлофф у 1993 році здійснив огляд 14-ти досліджень 1983—1992 років, які тестували гіпотезу ефекту третьої особи та узагальнив їхні результати. Лише одне з них її не підтвердило, проте Перлофф стверджує, що у цій розвідці вчені скоріше досліджували сприйняту конформність, аніж сприйняття ефектів спонукаючих повідомлень.
У 1998 році результати розвідки продемонстрували, що, на думку громадян США, під час президентських виборів 1996 року, ЗМІ здійснювали сильніший вплв на погляди інших, аніж на власне їхні. Також гіпотеза ЕТО була підтверджена для новин про Проблему 2000 року та стан навколишнього середовища. В Ізраїлі, за результатами розвідки 2004 року, мешканці Тель-Авіву вважали, що новини про контроверсійний розвиток містечок здійснюють сильніший вплив на інших, аніж на них самих. Дослідження 2006 року продемонстрували, що більш суттєвий ефект опитувань громадської думки люди вбачають стосовно не себе, а інших.
Ефект третьої особи також виникає в судженнях про рекламу. Люди вважають, що особисто на них реклама товарів домашнього ужитку, лікеру, пива та цигарок впливає значно менше, аніж на інших. Для дітей гіпотеза ефекту третьої особи також підтвердилась. Учні молодших та середніх класів зазначили, що, на їхню думку, реклама цигарок здійснює значно сильніший вплив на інших, ніж власне на них.

### Дослідження поведінкового компоненту
Результати досліджень ЕТО (особливо ранні) майже виключно демонструють зв'язок сприйняття та поведінки з приводу питань цензури. Згідно з ними, величина компоненту сприйняття є позитивним предиктором для її підтримки. Упередження сприйняття також було індентифіковано як значущий предиктор для підтримки медіа цензури в контексті, зокрема, порнографії, жорстоких текстів репу, насильства, що демонструється на телебаченні, та реклами азартних ігор. Щодо новин чи виборів, у дослідженнях зв'язок компоненту сприйняття та компоненту поведінки або надто слабкий, або ж зовсім відсутній.

## Інтерпретації появи ЕТО
Існує декілька інтерпретацій виникнення ефекту третьої особи:
1. Найчастіше ЕТО пояснюють універсальною людською схильністю до сприйняття себе як кращого за інших людей. Визнання власної вразливості до впливу медіа дорівнюється до визнання власного легковір'я чи навіть володіння соціально небажаними рисами, тож сприйняття себе як невразливого, на відміну від «наївних інших», дозволяє підтримувати позитивне самовідчуття та переконання у власній неперевершеності.
2. Другою інтрепретацією є ствердження, що люди вмотивовані потребою в контролі непередбачуваних життєвих подій. Індивіди, припускаючи, що ЗМІ не мають на них великого впливу, здатні інтегрувати медіа в їхню повсякденність.
3. Третє пояснення об'єднує попередні два через залучення проєкції. Згідно з ним, медіа дійсно впливають на людей, проте останні не здатні цього усвідомлювати через той факт, що визнання власної вразливості щодо ефектів ЗМІ загрожувало б ціннісному почуттю себе та знизило б почуття контролю над зовнішніми подіями. Тож люди проектують ефекти медіа на інших та дистанціюються від небажаних компонентів себе.
4. В межах атрибуційного підходу Гантер припустив, що при оцінці впливу ЗМІ на себе люди враховуюють роль зовнішніх факторів, а при оцінці ефектів медіа на інших звертають більшу уваги на особистістні диспоцизій (наприклад: легковірність, наївність).[19] Результати дослідження МакЛеода та його колег також продемонстрували, що люди загалом користуються різними критеріями при оцінці впливу ЗМІ на себе та на інших відповідно.[20]
5. П'ята інтерпретація акцентує увагу на різних когнітивних перспективах, що індивід використовує в судження про себе та про інших. Більш уважні до власних диспозицій люди вважають, що мають здатність вбачати шкідливий зміст в ЗМІ. Через нестачу цього знання про інших, вони припускають, що «треті особи» є більш вразливими.
6. Згідно з шостим поясненням, люди володіють спрощеними схемами медіа ефектів. Ці схеми можуть включати переконання в тому, що медіа є точними та демонструють «реальне життя», що новини є скоріше цілісними, аніж фрагментованими, чи навпаки — впевненість в тому, що ЗМІ є упередженими[21]. Вони активуються, коли індивідів просять оцінити вплив ЗМІ.
7. Сьома інтепретація наголошує на важливості того, яким чином певне питання є висвітленим у медіа. Чим більше певне питання, на думку індивіда, є висвітленим, тим сильніший вплив воно матиме на гіпотетичних інших, а не власне на нього[22].
8. Восьма інтерпретація акцентує увагу на тому, як люди сприймають себе в порівнянні з іншими. Членство в групі може бути підставою для категоризації інших та винесення судження щодо їхньої вразливості до медіа ефектів. Якщо, наприклад, на думку індивіда певне повідомлення відповідає цінностям певної групи, то її члени сприймуть його охоче. Це також стосується й індивіда, що здійснює оцінку впливу ЗМІ — у випадку збігу повідомлення з цінностями групи, до якої він вважає себе приналежним, він сприйматиме себе як більш вразливого. Цей феномен було названо «ефектом першої особи»[4].
9. Останнє пояснення зосереджується на тому, чому індивіди не усвідомлють вплив медіа ефектів на себе. Згідно з цим поглядом, людям не вистачає доступу до власних ментальних процесів або вони не мають деталізованої епізодичної пам'яті щодо поведінки в минулому, тому в судженнях про інших вони використовують протитипи аудиторії, а в судженнях про себе — автоматичне мислення[23].

## Наслідки компоненту сприйняття ЕТО
Компонент сприйняття, на думку дослідників, має два базові ефекти на погляди та поведінку людей: непокору та згоду. Ці ефекти є полярними, та функціонують через різні психологічні процеси. Непокора виникає внаслідок припущення індивідом, що неприємні для нього повідомлення впливають на третіх осіб, і це припущення мотивує його здійснювати певну, активний чи пасивний супротив. У випадку зі згодою, припущення про ефекти ЗМІ щодо інших впливає на сприйняття соціальної реальності, вмотивовуючи індивіда до погодження з поглядами гіпотетичних інших та зміни власних переконань задля відповідності зі сприйнятими соціальними нормами.

## Критика
Критики зазначали, що формулювання питань «я/інші» у послідовному форматі може заохочувати респондентів давати контрастуючі відповіді. Перше запитання може слугувати якірем для другого, сприяючи інтерепретації останнього з оріентацією на перше. Наприклад, якщо питання про вплив на інших передує питанню про вплив на себе, то респонденти можуть оцінити його значення щодо інших як суттєвіше і знизити щодо себе задля збереження власної самооцінки. Такий контраст може й не виникати, якщо респонденти спочатку оцінюватимуть ефекти ЗМІ для себе, чи їм буде запропоновано оцінити або лише вплив на себе, або лише на інших.
Декілька досліджень було здійснено з метою виявлення, чи зникає ЕТО, якщо порядок питань є не збалансованим або експериментальним. Згідно з їхніми результатами, ефект спостерігається незалежно від порядку запитань в опитувальнику чи їнього формату.
У межах критики попередніх досліджень ЕТО також були зазначені такі негативні моменти:
- використання занадто широкого, абстрактного погляду на ефекти ЗМІ.
- застосування гомогенної концептуалізації «інших»
- фокус на різниці у сприйнятті "себе" та «інших» та ігнорування ситуацій, в яких вони здійснюють спільний вплив.
- виняткова увага до негативних ефектів медіа контенту, недобачення потенційно корисних зображень соціальних проблем в медіа.
- аналіз обмежених наборів переконань у зв'язку з однією поведінкою, хоча, за сучасними теоріями, вони можуть спричинити безліч[25].

## Зв'язок з іншими концепціями

### Ефект першої особи
Дослідження виявили, що вплив медіаповідомлень може оцінюватись як більш значущий власне для індивіда, аніж для інших. Цей феномен, відомий як «ефект першої особи», є зворотним до ЕТО.
Вперше був описаний Гантером та Торсоном у 1992 році, які стверджували, що він базується на соціальній бажаності.

### Ефект другої особи
Ефект другої особи, на відміну від ЕТО та ефекту першої особи, які зосереджуються на різниці, акцентує увагу на переконаннях, що поділяються, соціальному консенсусі. Його вперше зафіксував сам Девісон у першому експерименті в 1978 році («Однаковий вплив» — 36 %), проте не звернув на це увагу. На думку дослідників, ефект другої особи може слугувати базою для формування понять «ми» та «нас», таким чином полегшуючи побудову соціальної реальності.

### Спіраль мовчання
Результати дослідження Ларса Вілната, що було здійснене у 1993 році в Гонконзі під час дискусії з приводу його демократизації, підтвердили наявність зв'язку між ЕТО та спіраллю мовчання. І хоча дослідник не виявив прямого впливу ЕТО на сприйняття громадської думки, проте у поєднанні з освітою та важливістю проблеми він мав суттєве значення. Тобто, люди, що були більш освічені та (або) більш занепокоєні пропозицією реформ Паттена, скоріше б вважали, що медіа впливають на інших (ЕТО), що, в свою чергу, може змінювати їхнє сприйняття думки громадськості та впливати на політичну відвертість.

### Упереджений оптимізм
Деякі дослідники також пов'язують ЕТО з упередженим оптимізмом в судженнях щодо різниці між собою та іншими. Люди, загалом, вважають себе більш розумними та менш вразливими в контексті повідомлення з некорисною або ж з потенційно шкідливою для його аудиторії темою. Якщо ж тема, навпаки, є потенційно вигідною, то індивіди схильні давати однакову чи суттєвішу оцінку впливу на власне них. Тож, упереджений оптимізм також пов'язаний з ефектами першої та другої осіб відповідно.